# Youssef Gabsi
Youssef Gabsi, né le 5 octobre 1923 à Bizerte et mort le 15 avril 2005 à La Goulette[réf. souhaitée], est un footballeur tunisien.

## Biographie
Attaquant recruté par Mohamed Mestiri du Club athlétique bizertin à l'intersaison de 1947-1948, il devient champion avec le Club africain dès sa première saison, au cours de laquelle il se distingue également par un caractère entier : il a le culot d'agresser le prince Salah Eddine Bey à l'issue d'une rencontre de coupe houleuse face au Club sportif de Hammam Lif. 
Ses qualités footballistiques lui valent sept sélections et une tentative de carrière en France, au Racing Club de Lens et à l'Olympique de Marseille, avant de revenir au Club africain.

## Carrière
- 1944-1947 : Club athlétique bizertin (Tunisie)[1]
- 1947-1949 : Club africain (Tunisie)[1]
- 1948-1949 : Racing Club de Lens (France)[1]
- 1949-1950 : Olympique de Marseille (France)[1]
- 1950-1951 : Union sportive tunisienne (Tunisie)[1]
- 1951-1957 : Club africain (Tunisie)[1]

## Palmarès
- Champion de Tunisie : 1944-1945, 1945-1946, 1947-1948[1]

## Sélections
- 7 matchs internationaux[2]